# Fate of Nations
Fate of Nations è un album discografico in studio del cantante britannico Robert Plant, conosciuto come voce dei Led Zeppelin. Il disco è uscito nel 1993.

## Tracce
1. Calling to You (Chris Blackwell, Robert Plant) – 5:48
2. Down to the Sea (Charlie Jones, Plant) – 4:00
3. Come Into My Life (Blackwell, Doug Boyle, Kevin MacMichael, Plant) – 6:32
4. I Believe (Phil Johnstone, Plant) – 4:32
5. 29 Palms (Blackwell, Boyle, Johnstone, Jones, Plant) – 4:51
6. Memory Song (Mello Hello) (Boyle, Jonstone, Jones, Plant) – 5:22
7. If I Were a Carpenter (Tim Hardin) – 3:45
8. Colours of a Shade (Plant, Johnstone, Blackwell, Allcock) - 4:43
9. Promised Land (Johnstone, Plant) – 4:59
10. The Greatest Gift (Blackwell, Jonstone, Jones, MacMichael, Plant) – 6:51
11. Great Spirit (Johnstone, MacMichael, Plant) – 5:27
12. Network News (Blackwell, Plant) – 6:40

Bonus tracks versione rimasterizzata (2007)
1. Colours of a Shade – 4:45
2. Great Spirit [Acoustic mix] - 3:54
3. Rollercoaster [Demo] - 4:01
4. 8:05 - 1:49
5. Dark Moon [Acoustic] - 4:57

## Musicisti
- Robert Plant - voce
- Kevin Scott MacMichael - chitarra, cori
- Oliver J. Woods - chitarra
- Doug Boyle - chitarra
- Charlie Jones - basso
- Chris Hughes - batteria
- Pete Thompson - batteria
- Nigel Kennedy - violino
- Richard Thompson - chitarra
- Francis Dunnery - chitarra
- Phil Johnstone - harmonium, organo, piano elettrico
- Nigel Eaton - ghironda
- Máire Brennan - cori
- Michael Lee - batteria
- Maartin Allcock - tutti gli strumenti (tranne batteria e voci in "Colours of a Shade")